# Pachyparnus konoi
Pachyparnus konoi är en skalbaggsart som beskrevs av Bollow 1940. Pachyparnus konoi ingår i släktet Pachyparnus och familjen öronbaggar. Inga underarter finns listade i Catalogue of Life.